# Андреас Исаксон
Андреас Исаксов (на шведски: Andreas Isaksson), роден на 3 октомври 1981 г. в Смигехамн, Швеция, е шведски професионален футболист, вратар, настоящ играч на турския Касъмпаша и националния отбор на Швеция.

## Клубна кариера
Роден в Смигехамн, Исаксон започва кариерата си в местния Трелеборг. Изиграва само 11 мача, но талантът му не остава незабелязан, и за следващия сезон е закупен от Ювентус, където остава през следващите два сезона, но не записва нито един мач. През януари 2001 г. се завръща в Швеция, подписвайки с Юргорден. Помага на отбора да стане шампион през 2002 и 2003 г., като и през двата сезона е избран за най-добър шведски вратар. През 2004 е трансфериран във френския Рен, за да замени продадения в Челси Петър Чех.
След Световното първенство през 2006 преминава в Манчестър Сити за £2 милиона паунда. Последва обаче серия от контузии, които така и не му позволяват да се наложи като титуляр в двата сезона, прекарани в Англия. През лятото на 2008 преминава в холандския шампион ПСВ Айндховен, където успява да се наложи като титуляр, и записва 128 мача за четири сезона. След това се присъединява към турския Касъмпаша.

## Национален отбор
Исаксон прави дебюта си за националния отбор в приятелски мач срещу Швейцария през 2002 г. След контузията на Магнус Хедман, Исаксон се утвърждава като титулярен вратар на отбора, като играе във всичките мачове на Евро 2004. Участва и в 3 от мачовете на отбора на Световното първенство през 2006, но получава контузия, която му попречва а играе и в 1/8-финалите. Участва и на Евро 2008, но Швеция отпада в груповата фаза. Участва и на Евро 2012, но отново отпада в груповата фаза.
На 12 октомври 2012 г. записва 100-тният си мач за националния отбор, като по този показател е на 3-то място в историята на националния отбор.

## Трофеи

### Юргорден
- Шампион на Швеция (2): 2002, 2003
- Купа на Швеция (1): 2002

### ПСВ Айндховен
- Суперкупа на Холандия (1): 2008